# Seznam argentinskih smučarjev
Seznam Argentinskih smučarjev.

## B
- Martin Bačar
- Salomé Báncora
- Dinko Bertoncelj
- Magdalena Birkner

## C
- Carola Callelo
- Ignacio Freeman Crespo

## F
- Francesca Baruzzi Farriol
- Janez Flere

## G
- Nicol Gastaldi
- Sebastiano Gastaldi
- Tiziano Gravier

## J
- Martin Jereb
- Marko Jerman (tekač)
- Matjaž Jerman

## K
- Jorge Birkner Ketelhohn

## M
- Tomas Birkner De Miguel
- Rodrigo Murtagh

## P
- Maríano Puricelli

## Q
- Julietta Quiroga

## S
- Angelica Simari Birkner
- Cristian Javier Simari Birkner
- Macarena Simari Birkner
- María Belén Simari Birkner
- Astrid Steverlynck

## V
- Juan Pablo Vallecillo